# 941 Murray
941 Murray, asteroid glavnog pojasa. Otkrio ga je Johann Palisa, 10. listopada 1920.

## Vanjske poveznice
- Minor Planet Center